# خوسيه أنخيل مورينو
خوسيه أنخيل مورينو (بالإسبانية: José Ángel Moreno)‏ هو لاعب كرة قدم ومدرب كرة قدم إسباني، ولد في 19 سبتمبر 1953 في إشبيلية في إسبانيا. لعب مع نادي سبتة.